# Albumy numer jeden w roku 2013 (Węgry)
Rok 2013 był dwudziestym czwartym, w którym funkcjonuje lista najlepiej sprzedających się albumów na Węgrzech, Top 40 album-, DVD- és válogatáslemez-lista.

## Historia notowania
| Data publikacji | Album                            | Wykonawca      | Źródło |
| --------------- | -------------------------------- | -------------- | ------ |
| 31 grudnia      | 2084                             | Ákos           | [ 1 ]  |
| 7 stycznia      | Rockmafia Debrecen               | Tankcsapda     | [ 2 ]  |
| 14 stycznia     | Rockmafia Debrecen               | Tankcsapda     | [ 3 ]  |
| 21 stycznia     | Rockmafia Debrecen               | Tankcsapda     | [ 4 ]  |
| 28 stycznia     | Rockmafia Debrecen               | Tankcsapda     | [ 5 ]  |
| 4 lutego        | Rockmafia Debrecen               | Tankcsapda     | [ 6 ]  |
| 11 lutego       | Koncertfilm – 2002 LGT-Fesztivál | Locomotiv GT   | [ 7 ]  |
| 18 lutego       | Dalok a The Voice-ból            | Dénes Pál      | [ 8 ]  |
| 25 lutego       | Rockmafia Debrecen               | Tankcsapda     | [ 9 ]  |
| 4 marca         | Tegyük fel…                      | Road           | [ 10 ] |
| 11 marca        | Rockmafia Debrecen               | Tankcsapda     | [ 11 ] |
| 18 marca        | Rockmafia Debrecen               | Tankcsapda     | [ 12 ] |
| 25 marca        | Delta Machine                    | Depeche Mode   | [ 13 ] |
| 1 kwietnia      | Rockmafia Debrecen               | Tankcsapda     | [ 14 ] |
| 8 kwietnia      | A tűz jegyében                   | Ossian         | [ 15 ] |
| 15 kwietnia     | To Be Loved                      | Michael Bublé  | [ 16 ] |
| 22 kwietnia     | To Be Loved                      | Michael Bublé  | [ 17 ] |
| 29 kwietnia     | To Be Loved                      | Michael Bublé  | [ 18 ] |
| 6 maja          | To Be Loved                      | Michael Bublé  | [ 19 ] |
| 13 maja         | To Be Loved                      | Michael Bublé  | [ 20 ] |
| 20 maja         | Random Access Memories           | Daft Punk      | [ 21 ] |
| 27 maja         | Rockmafia Debrecen               | Tankcsapda     | [ 22 ] |
| 3 czerwca       | Rockmafia Debrecen               | Tankcsapda     | [ 23 ] |
| 10 czerwca      | Rockmafia Debrecen               | Tankcsapda     | [ 24 ] |
| 17 czerwca      | The Dark Side Of The Sun         | Tompox         | [ 25 ] |
| 24 czerwca      | Rockmafia Debrecen               | Tankcsapda     | [ 26 ] |
| 1 lipca         | Tizenegy                         | Magdolna Rúzsa | [ 27 ] |
| 8 lipca         | Rockmafia Debrecen               | Tankcsapda     | [ 28 ] |
| 15 lipca        | Nem csak a 10 éveseké a világ    | Zorall         | [ 29 ] |
| 22 lipca        | Rockmafia Debrecen               | Tankcsapda     | [ 30 ] |
| 29 lipca        | Rockmafia Debrecen               | Tankcsapda     | [ 31 ] |
| 5 sierpnia      | Rockmafia Debrecen               | Tankcsapda     | [ 32 ] |
| 12 sierpnia     | Nem csak a 10 éveseké a világ    | Zorall         | [ 33 ] |
| 19 sierpnia     | Rockmafia Debrecen               | Tankcsapda     | [ 34 ] |
| 26 sierpnia     | A tűz jegyében                   | Ossian         | [ 35 ] |
| 2 września      | A száműzött                      | Kárpátia       | [ 36 ] |
| 9 września      | Édes szavakkal                   | Veca Janicsák  | [ 37 ] |
| 16 września     | MDNA World Tour                  | Madonna        | [ 38 ] |
| 23 września     | Marching For Liberty             | Wisdom         | [ 39 ] |
| 30 września     | História                         | Hooligans      | [ 40 ] |
| 7 października  | 2084 Turné                       | Ákos           | [ 41 ] |
| 14 października | 2084 Turné                       | Ákos           | [ 42 ] |
| 21 października | A három…                         | Rómeó Vérzik   | [ 43 ] |
| 28 października | Moon Landing                     | James Blunt    | [ 44 ] |
| 4 listopada     | The Best of Nickelback Volume 1  | Nickelback     | [ 45 ] |
| 11 listopada    | Igazi hiénák                     | Tankcsapda     | [ 46 ] |
| 18 listopada    | Igazi hiénák                     | Tankcsapda     | [ 47 ] |
| 25 listopada    | Midnight Memories                | One Direction  | [ 48 ] |
| 2 grudnia       | Kaktuszliget                     | Quimby         | [ 49 ] |
| 9 grudnia       | Kaktuszliget                     | Quimby         | [ 50 ] |
| 16 grudnia      | Kaktuszliget                     | Quimby         | [ 51 ] |
| 23 grudnia      | Igazi hiénák                     | Tankcsapda     | [ 52 ] |